# Julia Galic
Julia Galic é uma violinista alemã.
Nascida em Tübingen, na Alemanha, estreou como solista aos 13 anos de idade e logo passou a atuar em diversas apresentações. Seus mestres foram Ulrike Dierick, Georg Baynov, Frederico Agostini e Ingolf Turban.
Diplomou-se em docência e orquestra e fez pós-graduação em artes na Faculdade de Música de Stuttgart com o professor Ingolf Turban, formando-se em 1997 com menção honrosa. A seguir, especializou-se como solista, também com o professor Ingolf Turban, obtendo novamente menção honrosa.
Como solista Julia Galic já se apresentou com várias importantes orquestras de câmara, como por exemplo, a de Stuttgart, a de Moscou/Kremlin e a Camareta Bohemica de Praga. Como instrumentista de câmara participou de vários conjuntos e em 1994 fundou o Quarteto de Cordas Juvenil de Stuttgart. Em 1996, recebeu o prêmio da Jeunesse Musicales, que lhe deu oportunidade de trabalhar com conjuntos famosos, tais como o Quarteto Vermeer, o Melos e a La Salle. Os selos Süddeutscher Rundfunk e Südwestfunk produziram gravações da artista.
Julia Galic é também mestre concertista da Orquestra de Câmara de Tübingen desde 2002.